# アフタヌーン娘δ
アフタヌーン娘。（アフタヌーンむすめ。）は、2010年9月に結成されたユニット。
メンバーは全員モーニング娘。OG（卒業生）（のちのドリームモーニング娘。）で構成されており、日本コカ・コーラの「ジョージア ご褒美ブレイク」のCM限定ユニットとして誕生した。
なお、「ご褒美ブレイク」のCM本編ではメンバー全員が腰元姿で登場している。

## メンバー
- 中澤裕子
- 飯田圭織
- 安倍なつみ
- 保田圭
- 矢口真里
- 小川麻琴
- 藤本美貴

## CMソング
- アフタヌーンコーヒー

これら曲はドリームモーニング娘。のアルバム『ドリムス。①』に収録されている。